# Sven Angleflod
Sven-Olov Angleflod, född 6 februari  1961 i Uppsala, är en svensk skådespelare.
Han är utbildad vid Statens scenskola i Göteborg och Calle Flygare Teaterskola. Efter detta verkade han vid Göteborgs Stadsteater i fjorton år och senare även Östgötateatern. Han har även spelat George Banks i Stina Anckers uppsättning av Mary Poppins på Göteborgsoperan.

## Filmografi
- 1988 – Polisen som vägrade ta semester (TV-serie)
- 1991 – Ögonblickets barn (TV-serie)
- 1993 – Den ena kärleken och den andra (TV-serie)
- 1994 – Rena rama Rolf (TV-serie) (även medverkan 1998)
- 1995 – Hem till byn (TV-serie) (till och med 2006)
- 1999 – Rederiet (TV-serie)
- 2005 – Wallander – Innan frosten
- 2005 – Van Veeteren – Münsters fall
- 2005 – Van Veeteren – Carambole
- 2006 – Van Veeteren – Svalan, Katten, Rosen, Döden
- 2006 – Van Veeteren – Fallet G
- 2012 – Arne Dahl: Ont blod

## Teater

### Roller (ej komplett)
| År   | Roll                | Produktion                                                                      | Regi                | Teater                |
| ---- | ------------------- | ------------------------------------------------------------------------------- | ------------------- | --------------------- |
| 1989 | Mortimer            | Maria Stuart Per Olov Enquist                                                   | Gunilla Berg        | Göteborgs stadsteater |
| 2000 |                     | En uppstoppad hund Staffan Göthe                                                | Claes Lundberg      | Östgötateatern        |
| 2004 | Fågelskrämman/ Hunk | Trollkarlen från Oz (The Wizard of Oz) L. Frank Baum                            | Hans Wigren         | Östgötateatern        |
| 2008 | Herr Banks          | Mary Poppins Bröderna Sherman, Julian Fellowes, George Stiles och Anthony Drewe | Stina Ancker        | Göteborgsoperan       |
| 2010 |                     | Vildanden Henrik Ibsen                                                          | Torbjörn Astner     | Östgötateatern        |
| 2012 |                     | Gin & Bitter Lemon (Absurd Person Singular) Alan Ayckbourn                      | Stina Ancker        | Östgötateatern        |
| 2018 | August              | Farmor och vår Herre Hjalmar Bergman                                            | Pontus Plænge       | Östgötateatern        |
| 2019 | Dr. Scott           | Rocky Horror Show Richard O'Brien                                               | Nils Poletti        | Östgötateatern        |
| 2020 | Nick, Doug m.fl.    | Come From Away Irene Sankoff och David Hein                                     | Markus Virta        | Östgötateatern        |
| 2020 | Hertigen av Florens | Slutet gott, allting gott (All's Well That Ends Well) William Shakespeare       | Pontus Plænge       | Östgötateatern        |
| 2021 |                     | Alla mina liv (Intimate Exchanges) Alan Ayckbourn                               | Johan Huldt         | Östgötateatern        |
| 2022 | Saku Nancy Larsson  | Expedition kyla (Kohti kylmempää) Leea Klemola och Klaus Klemola                | Jussi Sorjanen      | Östgötateatern        |
| 2022 | Nick, Doug m.fl.    | Come From Away Irene Sankoff och David Hein                                     | Markus Virta        | Östgötateatern        |
| 2023 | Joe                 | Waitress Jessie Nelson och Sara Bareilles                                       | Roger Lybeck        | Östgötateatern        |
| 2024 |                     | Titus Andronicus William Shakespeare                                            | Marie Nikazm Bakken | Östgötateatern        |
| 2024 | Ragnar              | Rut och Ragnar Kristina Lugn                                                    | Johan Huldt         | Östgötateatern        |

### Fotnoter
1. ↑  ”Sven Angleflod”. Svensk Filmdatabas. http://sfi.se/sv/svensk-filmdatabas/Item/?type=PERSON&itemid=193418&iv=OVERVIEW. Läst 4 augusti 2012.
2. ↑  ”Sven Angleflod”. Östgötateatern. Arkiverad från originalet den 22 maj 2014. https://web.archive.org/web/20140522042147/http://www.ostgotateatern.se/personal/cv/sven-angleflod. Läst 4 augusti 2012.
3. ↑  Olavi Kuivanen, Pauli (9 juli 2008). ”Sven Angleflod till Göteborgs-operan”. Norrköpings-Tidningar. http://www.nt.se/nyheter/sven-angleflod-till-goteborgs-operan-3911392.aspx. Läst 4 augusti 2012.
4. ↑  Ingegärd Waaranperä (2 april 1989). ”Schillers drottningdrama i Enquists tolkning: Offer i nutida maktstrid”. Dagens Nyheter:  s. 20. https://tidningar.kb.se/8224221/1989-04-02/edition/0/part/1/page/20. Läst 2 maj 2020.
5. ↑  ”Mary Poppins”. Göteborgsoperan. Arkiverad från originalet den 7 januari 2018. https://web.archive.org/web/20180107061031/http://sv.opera.se/forestallningar/mary-poppins-2008-2009/. Läst 6 januari 2018.